# Bunter Abend
Ein bunter Abend ist eine Veranstaltung entweder in der Art eines Varietés bzw. einer Revue ohne Mitwirkung des Publikums oder in der Art eines geselligen Beisammenseins mit Gesellschaftstanz und Gesellschaftsspielen.
Im 19. Jahrhundert waren nicht nur Vereinsanlässe, sondern ein großer Teil der Theater- und Konzertereignisse bunte Abende mit Gedichtvorträgen, Lebenden Bildern, Opernarien, Chören, theatralischen Einaktern. Bunte Abende wurden häufig in Varietétheatern oder Music Halls durchgeführt. Die Darbietungen reichten von Gesangsnummern über Zauberkunststücke bis hin zu Artistik.
Die geselligen bunten Abende erfordern die Mitwirkung und Vorbereitung aller Beteiligten. Beliebt sind Beiträge wie Scharaden, schmutzige Witze, Sketche, musikalische (insbesondere a cappella) oder poetische Darbietungen. Eine gewissenhafte Vorbereitung kann hilfreich sein, allerdings können Beiträge auch improvisiert werden.
Im 20. Jahrhundert wurden mit der Etablierung des Hörfunks bunte Abende auch live als Radioshows gesendet. Die Nachkriegsmoderatoren Peter Frankenfeld (1:0 für Sie, 1954) und Hans Rosenthal (Allein gegen alle) begründeten mit solchen Sendungen ihre spätere Fernsehkarriere.
Heinz Erhardt war in den 1940er und 1950er Jahren die humoristische Zugnummer bunter Abende der Gastspieldirektoren Hofner und Heinz Hoffmeister. Die Titel der Programm lauteten z. B. „Triumph der guten Laune“ (1948), „Abend des Lachens“ (1951), „Eine Schlager- und Humor-Parade“ (1952), „Ferienfreude für die Daheimgebliebenen“ (1952) und „Philips-Starkasten – lass die Sorgen Sorgen sein“ (1953). Die Tourneen führten durch bis zu 90 Städte und brachten bekannte Künstler von Bühne und Schallplatte zum Publikum: Lale Andresen, Ilse Werner, Vico Torriani, Gerhard Wendland, Helmut Zacharias, Chris Howland, Willy Hagara u. a. 